# Michael Haussman
Michael Haussman (Gary, 1964) è un regista e pittore statunitense.

## Biografia
Ha diretto numerosi video musicali per artisti come Jennifer Lopez, Justin Timberlake, Madonna, Britney Spears, Mylène Farmer e Shakira e spot pubblicitari per Alfa Romeo, Adidas, BMW, Bacardi, Elizabeth Arden, Ferrero, Levi's, Martini, McDonald's, Nestlé, Nissan Motor, Peugeot, Philips, Ray-Ban, Revlon, Shell, Suzuki, Vodafone, Volkswagen e Yves Saint Laurent. Attualmente vive in Italia a Roma.
Nella sua carriera ha realizzato anche delle pellicole cinematografiche, la prima nel 1997 Rhinoceros Hunting in Budapest debuttò al Sundance Film Festival, il suo film più celebre resta comunque Blind Horizon - Attacco al potere del 2003 con Val Kilmer.

## Filmografia
- Rhinoceros Hunting in Budapest (1997)
- Anbandoned 58 - cortometraggio (2002)
- The Last Serious Thing - documentario (2003)
- Blind Horizon - Attacco al potere (2003)
- The unsinkable Henry Morgan - documentario (2013)
- A Study in Gravity (2013)
- Ai confini del mondo - La vera storia di James Brooke (Edge of the World) (2021)

## Videografia
- 2015: "Same Old Love" (Selena Gomez)
- 2008: "Singing In The Rain" (Usher)
- 2008: "Brave" (Jennifer Lopez)
- 2007: "Do It Again" (The Chemical Brothers)
- 2007: "Qué hiciste" (Jennifer Lopez)
- 2006: "You Know My Name" (Chris Cornell)
- 2006: "SexyBack" (Justin Timberlake featuring Timbaland)
- 2005: "Someday (I Will Understand)" (Britney Spears)
- 2005: "La tortura" (Shakira featuring Alejandro Sanz)
- 2004: "Jesus Walks" (Kanye West)
- 2000: "Riding With The King" (Eric Clapton & B.B. King)
- 2000: "Optimistique-moi" (Mylène Farmer)
- 1995: "You'll See"/"Verás" (Madonna)
- 1995: "My Love Is For Real" (Paula Abdul)
- 1994: "Take a Bow" (Madonna)
- 1993: "Can't Do A Thing (To Stop Me)" (Chris Isaak)
- 1992: "Hazard (chapter 2)" (Richard Marx)
- 1992: "Hazard (chapter 1)" (Richard Marx)
- 1991: "Love... Thy Will Be Done" (Martika)
- 1991: "Night Calls" (Joe Cocker)
- 1989: "Rock & Roll Girl" (Katrina and the Waves)
- 1989: "That's The Way" (Katrina and the Waves)